# Waitsburg
Waitsburg é uma cidade localizada no estado norte-americano de Washington, no Condado de Walla Walla.

## Demografia
Segundo o censo norte-americano de 2000, a sua população era de 1212 habitantes.
Em 2006, foi estimada uma população de 1226, um aumento de 14 (1.2%).

## Geografia
De acordo com o United States Census Bureau tem uma área de
2,5 km², dos quais 2,5 km² cobertos por terra e 0,0 km² cobertos por água. Waitsburg localiza-se a aproximadamente 385 m acima do nível do mar.

## Localidades na vizinhança
O diagrama seguinte representa as localidades num raio de 28 km ao redor de Waitsburg.